# Chorizanthe angustifolia
Chorizanthe angustifolia är en slideväxtart som beskrevs av Thomas Nuttall. Chorizanthe angustifolia ingår i släktet Chorizanthe och familjen slideväxter. Inga underarter finns listade i Catalogue of Life.